# 니아 바달로스
니아 바달로스(Nia Vardalos, 1962년 9월 24일 ~ )는 미국의 배우이다.

## 출연 작품
- 나의 그리스식 웨딩